# Grochotów
Grochotów (niem. Hoymsberg, pol. Szaberowa) – wieś w Polsce położona w województwie dolnośląskim, w powiecie świdnickim, w gminie Strzegom, wzdłuż drogi wojewódzkiej 374. Prawie 3/4 areału wsi stanowią lasy. 

## Historia
Wieś powstała pod koniec XVIII w. jako kolonia Stanowic. W XIX w. właścicielami wsi byli von Hochbergowie.

## Podział administracyjny
W latach 1975–1998 miejscowość administracyjnie należała do województwa wałbrzyskiego.